# Kartell
Kartell ist in der Wirtschaft die Bezeichnung für Absprachen oder abgestimmte Verhaltensweisen zwischen zwei oder mehr Wettbewerbern zur Abstimmung ihres Wettbewerbsverhaltens auf einem Markt. Solche Wirtschaftskartelle sind im Kartellrecht reglementiert und unterliegen mit wenigen Ausnahmen dem Kartellverbot. Der Begriff besitzt in anderen Bereichen weitere Begriffsinhalte.

## Allgemeines
Als Kartell wird umgangssprachlich auch abwertend die organisierte Kriminalität (Drogenkartell, Mafia) bezeichnet. In der Politik steht es für ein befristetes Bündnis mehrerer Parteien etwa im Wahlkampf. In der Geschichts- und in der Politikwissenschaft wird der Begriff gleichfalls verwendet (vgl. Kartellparteien in Deutschland bzw. den Typus der Kartellpartei). Die Hauptverwendung von Kartell ist jedoch die eines Wirtschaftskartells, das eine Wettbewerbsbeschränkung zum Ziel hat. Dessen wissenschaftliche Analyse geschieht in der Kartelltheorie.

## Etymologie und Geschichte
Das Wort „Kartell“ hat seine Wurzel in „Papyrusrolle, Papier, (Land-)Karte“ (altgriechisch χάρτης khártēs) und gelangte über lateinisch charta (vgl. Magna Charta, das englische mittelalterliche Grundgesetz), italienisch cartello (Verkleinerungsform von italienisch carta, „Papier, Karte“) und französisch cartel als Lehnwort ins Deutsche.
Im Spätmittelalter tauchte das deutsche Lehnwort erstmals 1598 bei Jakob Frischlin als „Festsetzung von Kampfregeln beim Turnier“ auf. Der Kartellbrief war 1661 entsprechend eine schriftliche Aufforderung zum Zweikampf. Bei Georg Rudolf Weckherlin kommt ein „schwäbisches Bauern-Kartell“ vor, eine Schar Bauersleute tritt vor die adlige Festversammlung und stellt ihr Kartell vor. Weckherlins Kartell war eine Gattung höfischer Festgedichte. In Form des „kriegerischen Cartells“ kommt es 1763 bei Justus Friedrich Wilhelm Zachariae ebenfalls als Gedicht vor. Das Deutsche Wörterbuch der Brüder Grimm erwähnte 1873 als weiteren Begriffsinhalt des Kartells im Kriegswesen die Verträge zwischen den kriegführenden Parteien. Hierin kommt bereits das gemeinsame Interesse der Vertragsparteien zum Ausdruck, das den heutigen Begriffsinhalt wesentlich prägt.
Als Begriff im heutigen Sinne tauchte das Kartell ersichtlich erstmals um 1865 auf, als es in Deutschland vier Kartelle gab. Die Kartellbewegung nach 1870 verstärkte durch die Industrialisierung in Europa und Nordamerika das Bedürfnis nach Kooperation zwischen den Betrieben ein und derselben Branche. Die ersten internationalen Kartelle mit deutscher Beteiligung waren das im Jahr 1881 gegründete Gasrohr-Exportkartell zwischen Großbritannien und Deutschland sowie das im selben Jahr entstandene Kesselrohr-Exportkartell zwischen Belgien, Deutschland und Großbritannien. Im Jahr 1883 folgte das Internationale Schienenkartell zunächst mit Unternehmen aus Belgien, Deutschland und Großbritannien, später kamen solche aus Luxemburg, den USA und weiteren Länder hinzu.
Im späten 19. Jahrhundert wurden außerdem verbandspolitische Bündnisse als Kartelle bezeichnet, so der Zusammenschluss von Studentenverbindungen oder die Kartellparteien im Deutschen Kaiserreich, ein konservativ-nationalliberales Wahlbündnis. Anfang des 20. Jahrhunderts sah Karl Kautsky die Möglichkeit für ein Kartell zwischen Staaten, das an die Stelle der imperialistischen Konkurrenz der Großmächte treten und einen friedlichen Ultra-Imperialismus begründen würde.

## Einzelne Verwendungen
Der Begriff Kartell wird üblicherweise in einem speziellen Kontext verwendet, woraus sich eine Reihe inhaltlicher Varianten ergeben. So findet man:
- Wirtschaftskartelle, gebildet von Unternehmen oder sonstigen Marktteilnehmern;
- Gewerkschaftskartelle als lokale Zusammenschlüsse der am Ort vorhandenen Gewerkschaften;
- Kartelle zwischen Staaten, Beispiel: OPEC oder allgemeiner behandelt in der Staatenkartelltheorie;
- Kartellpartei im Sinne einer engen Verzahnung von Staat und Partei;
- In Belgien auch eine Zusammenarbeit von Parteien bei Wahlen und im Parlament;
- In Frankreich ein Wahlbündnis linker Parteien, das Cartel des Gauches, das 1924 erfolgreich war;
- Kartelle von Studentenverbindungen;
- Kartelle von Kriminellen oder deren Banden, Beispiele: Drogenkartell, Medellín-Kartell;
- Kartelle zwischen Menschen, vor allem abwertend gemeint, Beispiel: ‚Das Kartell der Gottlosen‘ oder das Schweigekartell;
- Kartelle als höhere völkerrechtliche Verträge (nur historisch): Im 17. bis 19. Jahrhundert gab es Abmachungen zwischen (konkurrierenden oder kriegführenden) Staaten über die Aufrechterhaltung des Post- und Handelsverkehrs, die Überstellung von Kurieren, Kriegsgefangenen und Deserteuren oder über eine rationellere Durchsetzung der Zollbestimmungen durch das Recht der grenzschützenden Behörden, zur Verfolgung von Schmugglern auch das Territorium des Nachbarstaats betreten zu dürfen (Zollkartell).

## Konstituierende Eigenschaften und Ausschlusskriterien für Kartelle
Kartelle sind nicht immer leicht zu erkennen. Um sie als Bündnisse zwischen Rivalen zuverlässig von anderen Organisationsformen abgrenzen zu können, kann die Beachtung von Positiv- und Negativindikatoren hilfreich sein.
Konstituierende Kriterien für Kartelle sind:
- Die Partner sind zugleich auch direkte Konkurrenten (etwa Unternehmen, Staaten, Parteien, Duellanten, Turnierritter).
- Die Mitglieder eines Kartells sind voneinander unabhängig, sie handeln miteinander und gleichzeitig gegeneinander ihre Interessen aus. Es muss also mindestens zwei Teilnehmer geben, und diese bestimmen ihre Interessen autonom.
- Die Mitglieder eines Kartells kennen sich untereinander; sie haben eine direkte Beziehung, insbesondere kommunizieren sie miteinander.

Ausschlusskriterien für Kartelle wären folgende:
- Es gibt eine „hierarchische“ oder sonstige starke „Abhängigkeitsbeziehung unter den Teilnehmern“: Eine Drogenmafia, die hierarchisch organisiert ist und von „einem“ Chef geleitet wird, kann kein Drogenkartell sein. Desgleichen kann ein zentralisierter Konzern mit seinen eigenen, straff beherrschten Töchtern wohl einen Verbund, aber schlecht ein „Kartell“ bilden. Des Weiteren wäre etwa die OPEC, in der alle Mitglieder von Saudi-Arabien abhängig wären, kein „Kartell“ mehr. Ähnlich bilden Kolonialreiche aus einem Mutterland und Kolonien kein „Staatenkartell“.
- Der Zusammenschluss von Konkurrenten ist insgesamt oder über wichtige seiner Verbands-Mitglieder von einer außenstehenden Macht abhängig. Ein striktes, vom Staat kommandiertes Zwangskartell ohne Beschlussfreiheit zwischen den Partnern wäre kein (echtes) Kartell. Ein ähnliches Beispiel ist die Deutsche Wagenbau-Vereinigung, die in den 1920er Jahren von der Deutschen Reichsbahn – also dem „Markt-Gegner“ – organisiert wurde.
- Der Zusammenschluss findet statt zwischen Akteuren verschiedener Ebenen. So war und ist die Konzertierte Aktion aus Arbeitgeberverbänden und Gewerkschaften kein Kartell, weil die dort Verbündeten keine einander gleichgestellten Konkurrenten waren.
- Die angeblichen Mitglieder eines Kartells kennen sich gar nicht, sondern zeigen nur zufällig ein gleichgerichtetes Verhalten (Parallelverhalten): Kartelle der Gottlosen, Kartelle der Unterhaltsverweigerer oder Schweigekartelle‘ sind deshalb in der Regel gar keine Kartelle, sondern reine Beschimpfungsformeln.

## Rechtsfragen
Das Gesetz gegen Wettbewerbsbeschränkungen (GWB) bezeichnet mit dem Rechtsbegriff überwiegend die Kartellbehörde oder das Bundeskartellamt. Eine Legaldefinition enthält § 33a Abs. 2 GWB, wonach das Kartell „eine Absprache oder abgestimmte Verhaltensweise zwischen zwei oder mehr Wettbewerbern zwecks Abstimmung ihres Wettbewerbsverhaltens auf dem Markt oder Beeinflussung der relevanten Wettbewerbsparameter“ darstellt. „Zu solchen Absprachen oder Verhaltensweisen gehören unter anderem die Festsetzung oder Koordinierung der An- oder Verkaufspreise oder sonstiger Geschäftsbedingungen, die Aufteilung von Produktions- oder Absatzquoten, die Aufteilung von Märkten und Kunden einschließlich Angebotsabsprachen, Einfuhr- und Ausfuhrbeschränkungen oder gegen andere Wettbewerber gerichtete wettbewerbsschädigende Maßnahmen“. Gleichzeitig wird gesetzlich widerlegbar vermutet, dass ein Kartell einen Schaden verursacht.
Für das Wettbewerbsrecht und damit auch Kartellfragen zuständig ist in Deutschland das Bundeskartellamt, es gibt auch Landeskartellbehörden, die für entsprechende Fragen, die nicht über das jeweilige Bundesland hinaus Auswirkungen haben, verantwortlich sind.